# Aachener Chronik
Die Aachener Chronik (lateinisch Chronicon Aquense) ist eine von einem anonymen Autor in Aachen gegen Ende des 15. Jahrhunderts verfasste deutschsprachige Stadtchronik, in der Ereignisse des Zeitraums von 770 bis 1482 in annalistischer Form geschildert werden. Wahrscheinlich gab der Aachener Stadtrat den Auftrag zur Niederschrift dieses Werks. Es ist in einer am Anfang des 16. Jahrhunderts entstandenen Handschrift der Staatsbibliothek zu Berlin, in einem 1702 verfassten Manuskript des Aachener Stadtarchivs sowie in einer abweichenden, bis zum Jahr 1590 fortgesetzten Fassung in einer aus dem 18. Jahrhundert stammenden Handschrift des Aachener Domarchivs erhalten.
Die ersten vier Jahrhunderte der dargestellten Periode der Chronik sind in 13 Einträgen nur kurz angerissen. Für diese frühe Zeit stehen die für die Aachener Heiligtumsfahrt wichtigen Akte der deutschen Monarchen im Fokus. Die späteren Epochen erfahren eine ausführlichere Erörterung, und ab 1428 stellen die einzelnen Einträge jeweils längere Berichte innerstädtischer Vorkommnisse von Aachen dar. Der Verfasser der Chronik, möglicherweise ein Aachener Bürger, schildert hier u. a. Konflikte mit dem Adel der benachbarten Regionen, vor allem aber die Machtkämpfe zwischen dem Stadtrat und den Zünften.

## Ausgabe
- Hugo Loersch: Aachener Chronik, aus einer Handschrift der königlichen Bibliothek in Berlin, in: Annalen des Historischen Vereins für den Niederrhein 17 (1866), S. 1–20, auf den Seiten 20–29 Erläuterungen und Kommentare (Digitalisat mit Nationallizenz)